# Dennis Masina
Dennis Yuki Mcebo Masina (Mbabane, 29 maggio 1982) è un ex calciatore swati, di ruolo centrocampista.

## Carriera

### Club
Comincia a giocare in patria, al Manzini Wanderes. Nel 2000 si trasferisce in Sudafrica, al Bush Bucks. Nel 2002 passa al SuperSport United. Nel 2003 si trasferisce in Belgio, al Feyenoord, con cui gioca fino al 2004, ma senza ottenere presenze. Nel 2004 viene acquistato dall'Eendracht Aalst. Nel 2005 passa al Malines. Nel 2006 si trasferisce in Sudafrica, al SuperSport United, in cui fa ritorno dopo l'esperienza fra il 2002 e il 2003. Nel 2009 passa all'Orlando Pirates. Nel luglio 2011, scaduto il contratto, rimane svincolato. Nell'ottobre 2011 viene ingaggiato a parametro zero dal Mpumalanga Black Aces. Il 28 novembre 2015 risolve il contratto. L'8 settembre 2016 torna al Mpumalanga Black Aces.

### Nazionale
Ha debuttato in Nazionale nel 1999. Ha collezionato in totale, con la maglia della Nazionale, 36 presenze.

## Palmarès

### Club

#### Competizioni nazionali
- Swazi Premier League: 1

Manzini Wanderes: 1998-1999
- Premier Soccer League (Sudafrica): 3

SuperSport United: 2007-2008, 2008-2009
Orlando Pirates: 2010-2011